# Lista de coquetéis oficiais da IBA

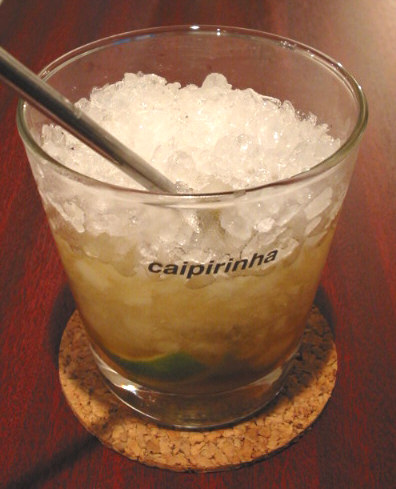
A Caipirinha é um coquetel oficial da IBA

Um coquetel oficial da IBA é um dos muitos coquetéis selecionados pela International Bartenders Association (IBA) para uso na competição mundial "World Cocktail Competition" (WCC) de bartending.

## Lista de coquetéis
Coquetéis oficiais IBA são divididos em três categorias:

### Inesquecíveis

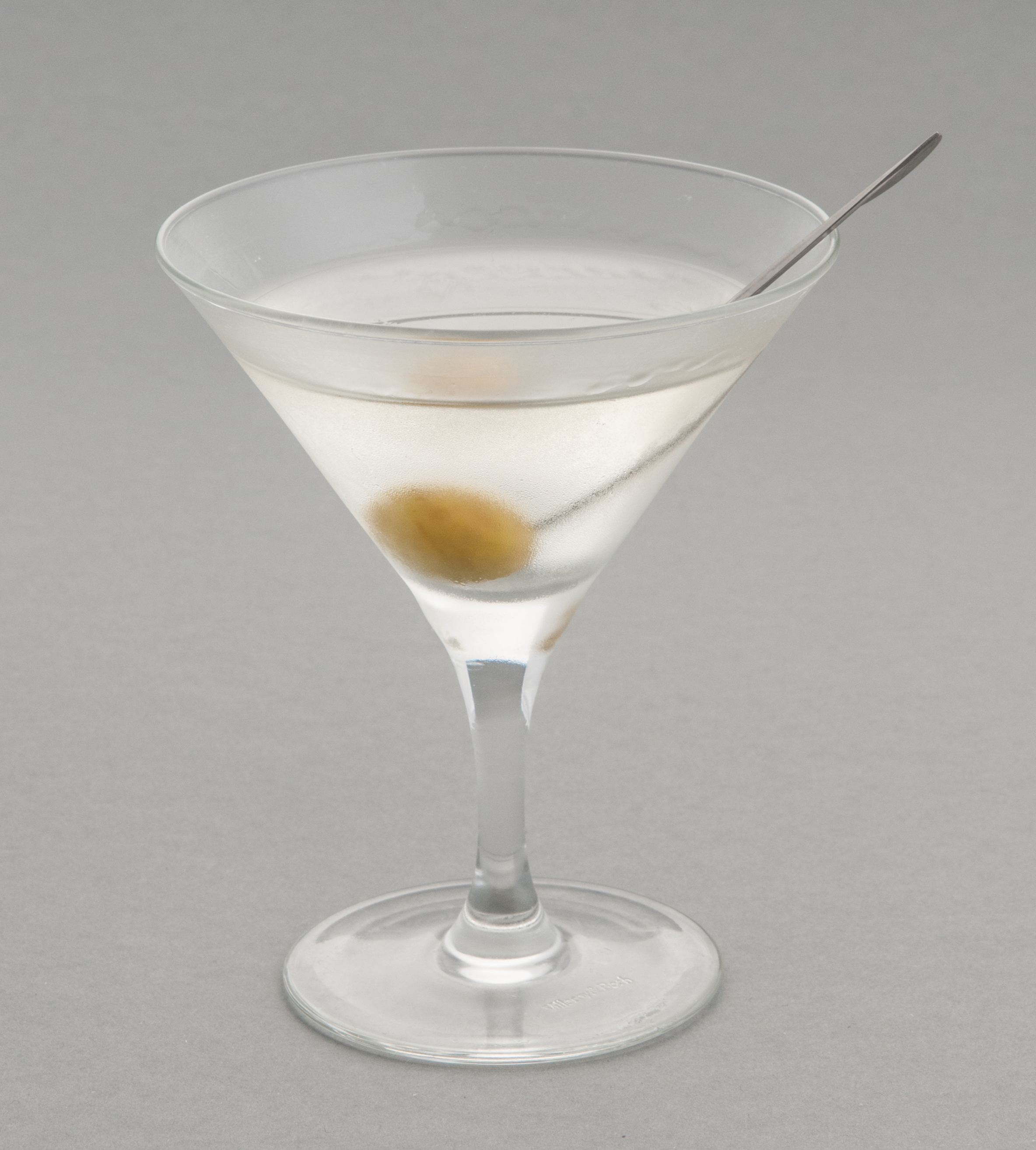
O Martini é um coquetel bem conhecido

- Alexander
- Americano
- Angel Face
- Aviation
- Between the Sheets
- Boulevardier
- Brandy Crusta
- Casino
- Clover Club
- Daiquiri
- Dry Martini
- Gin Fizz
- Hanky Panky
- John Collins
- Last Word
- Manhattan
- Martinez
- Mary Pickford
- Monkey Gland
- Negroni
- Old Fashioned
- Paradise
- Planter's Punch
- Porto flip
- Ramos Fizz
- Remember The Maine
- Rusty Nail
- Sazerac
- Sidecar
- Stinger
- Tuxedo
- Vieux Carré
- Whiskey sour
- White Lady

### Clássicos Contemporâneos

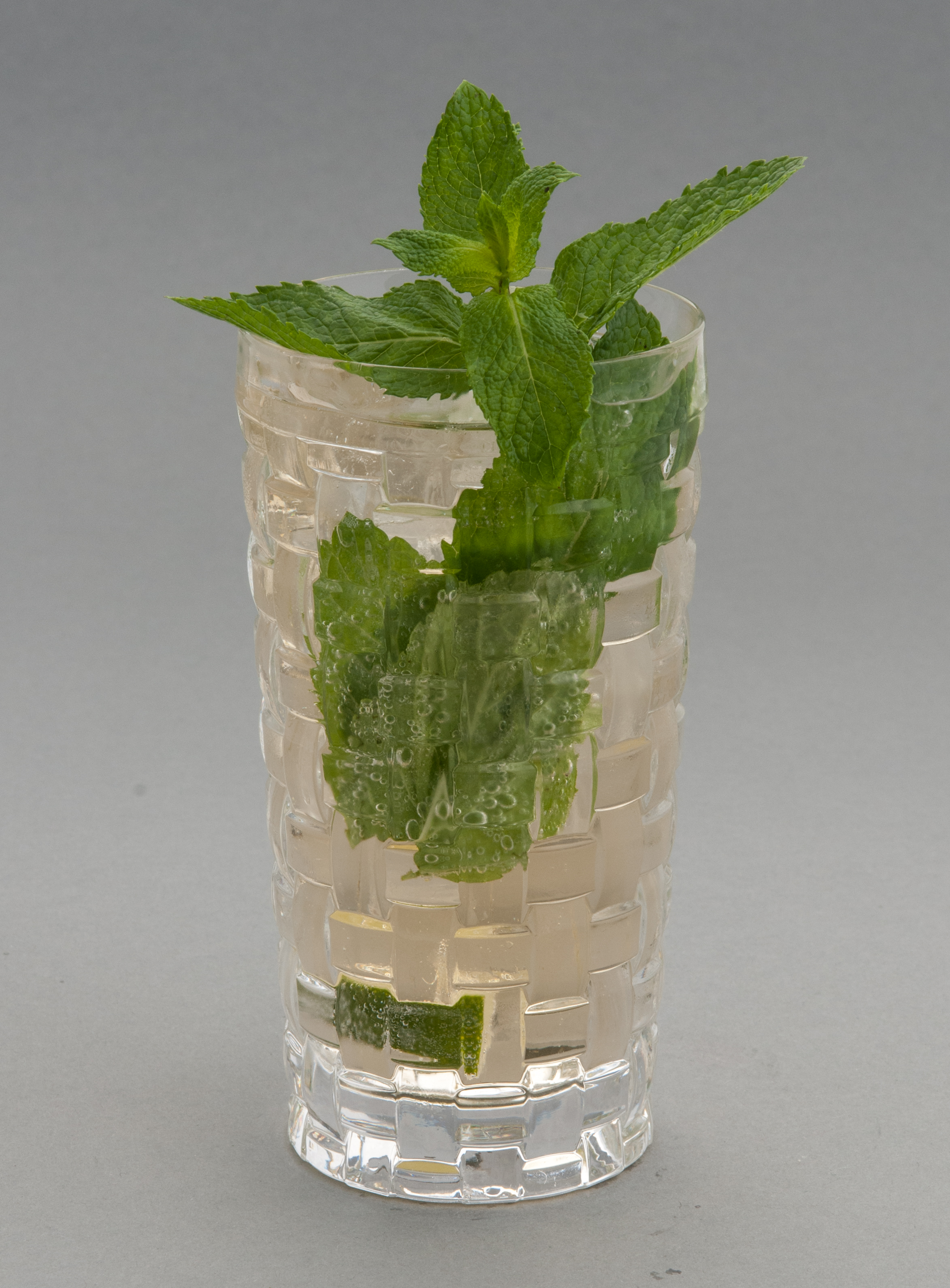
Um mojito

- Bellini
- Black Russian
- Bloody Mary
- Caipirinha
- Cardinale
- Champagne Cocktail
- Corpse Reviver #2
- Cosmopolitan
- Cuba Libre
- French 75
- French Connection
- Garibaldi
- Grasshopper
- Hemingway Special
- Horse's Neck
- Irish Coffee
- Kir
- Long Island Iced Tea
- Mai Tai
- Margarita
- Mimosa
- Mint Julep
- Mojito
- Moscow mule
- Piña colada
- Pisco Sour
- Rabo de Galo
- Sea-Breeze
- Sex on the Beach
- Singapore Sling
- Tequila Sunrise
- Vesper
- Zombie

### Drinks da Nova Era

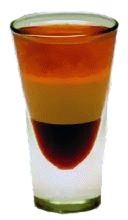
Um B-52

- Bee's Knees

- Bramble
- Canchanchara
- Chartreuse Swizzle
- Dark 'N' Stormy
- Don's Special Daiquiri
- Espresso Martini
- Fernandito
- French Martini
- Gin Basil Smash
- Grand Margarita
- IBA Tiki
- Illegal
- Jungle Bird
- Missionary's Downfall
- Naked and Famous
- New York Sour
- Old Cuban
- Paloma
- Paper Plane
- Penicillin
- Pisco Punch
- Porn Star Martini
- Russian Spring Punch
- South Side
- Sherry Cobbler
- Spicy Fifty
- Spritz
- Suffering Bastard
- Three Dots and a Dash
- Tipperary
- Tommy's Margarita
- Trinidad Sour
- Ve.n.to